# Jan Weeteling
Jan Weeteling (Zaandam, 18 agosto 1940) è un ex nuotatore olandese.

## Carriera
Specializzato nel dorso, debuttò nel panorama natatorio internazionale all'età di ventidue anni, quando prese parte ai campionati europei di nuoto; in quell'occasione, fu quarto classificato nella gara dei 200 m dorso e vinse la medaglia di bronzo nella staffetta 4x100 misti (insieme a Jan Jiskoot, Wieger Mensonides e Ron Kroon).
L'anno seguente, alle Universiadi di Porto Alegre, ottenne la medaglia di bronzo sulla distanza dei 200 m dorso.
Nel 1964 partecipò alle Olimpiadi di Tokyo: non andò oltre le batterie nei 200 m dorso e mancò per tre centesimi l'accesso alla finale nella staffetta 4x100 m misti insieme ai compagni Hemmie Vriens, Jan Jiskoot e Ron Kroon.
Anche sua sorella Bep Weeteling fu una nuotatrice di caratura internazionale e prese parte alle Olimpiadi del 1964.

## Palmarès

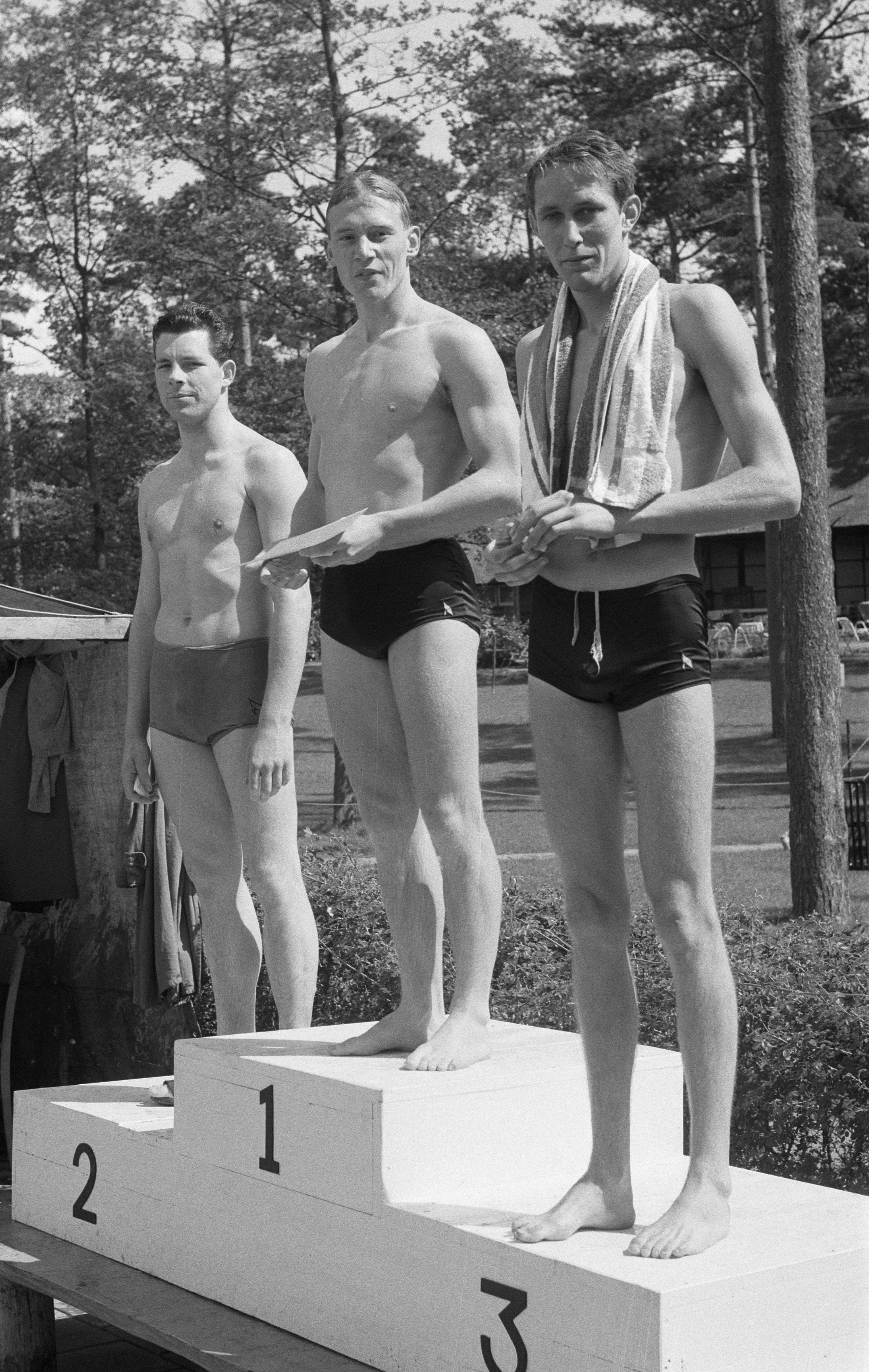
Jan Weeteling sul terzo gradino del podio ai campionati nazionali del 1960

| Giochi olimpici           | 200 m dorso      | 4 × 100 m misti                         |
| 1964 Tokyo Giappone       | 19º in SF 2'20"4 | 9º in batteria - 4'12"6 frazione 1'04"2 |
| Campionati europei        | 200 m dorso      | 4 × 100 m misti                         |
| 1962 Lipsia Germania Est  | 4º 2'19"5        | Bronzo: 4'10"9                          |
| Universiade               | 200 m dorso      | ---                                     |
| 1963 Porto Alegre Brasile | Argento 2'22"3   | ---                                     |